# Dengue virus
Il Dengue virus è un virus a RNA appartenente alla famiglia delle Flaviviridae che si trasmette tramite vettori ematofagi od ospiti vertebrati, ed è responsabile della omonima malattia.
Il Dengue virus condivide con numerosi virus, tutti appartenenti al genere Orthoflavivirus, la modalità di trasmissione tramite artropodi; esempi degni di nota sono i virus responsabili delle febbri emorragiche, della febbre gialla, dell'encefalite di Saint-Louis, dell'encefalite giapponese e il virus del Nilo occidentale. Questi virus sono anche conosciuti come Arbovirus, dall'acronimo in lingua inglese arthropod borne virus (virus portato da artropodi).

## Struttura e genetica
Il genoma del virus contiene 11.000 paia di basi e codifica per tre proteine che formano il virione (C, prM, E) e sette diverse proteine che si ritrovano nella cellula ospite e sono necessarie per la replicazione virale (NS1, NS2a, NS2b, NS3, NS4a, NS4b, NS5). 

### Varianti
Il virus esiste in cinque diversi sierotipi, denominati DENV-1, DENV-2, DENV-3,  DENV-4 e DENV-5, ciascuno dei quali può essere ugualmente causa della malattia. Si ritiene che l'infezione con un sierotipo conferisca un'immunità a vita per il sierotipo in questione, ma solo a breve termine nei confronti degli altri.

## Ciclo vitale
Come molti arbovirus, il dengue virus permane in natura perché utilizza vettori ematofagi e ospiti vertebrati, mantenendosi soprattutto nelle foreste del Sud-est asiatico e dell'Africa. Nelle zone rurali la trasmissione avviene solitamente durante il giorno, tramite una puntura da parte di Aedes aegypti e altre zanzare del genere Aedes come Aedes albopictus, Aedes polynesiensis e Aedes scutellaris. Il ciclo vitale del vettore nelle aree urbane è generalmente limitato all'area in questione, ma la crescita incontrollata delle città nelle aree endemiche per la dengue ha portato a un aumento delle epidemie e della quantità di virus circolante, permettendone la diffusione anche in zone originariamente risparmiate e potrebbe, in futuro, rappresentare una minaccia per l'Europa.
Gli esseri umani sono gli ospiti primari del virus, il quale può però essere rinvenuto anche in altri primati. Una femmina di zanzara che acquisisca sangue umano infetto diventa a sua volta infetta, con il virus localizzato a livello dell'apparato digerente. Circa 8-10 giorni dopo il virus invade e colonizza le cellule di altri tessuti, in particolar modo le ghiandole salivari, dalle quali è espulso insieme alla saliva. L'infezione non sembra avere effetti sulla zanzara, che rimane portatrice della malattia per il resto della propria vita. Aedes aegypti, a differenza delle altre, preferisce vivere e deporre le proprie uova in stretto rapporto con gli esseri umani, che rappresentano la sua fonte preferenziale di nutrimento rispetto ad altri vertebrati. Il dengue virus può essere trasmesso anche tramite infusione di emocomponenti o emoderivati e attraverso il trapianto di organi. In paesi dove la malattia è endemica, come nel caso di Singapore, il rischio di infezione è compreso tra 1.6 e 6 ogni 10.000 trasfusioni di sangue, mentre la trasmissione verticale durante la gravidanza o l'allattamento è stata documentata. Altre modalità di trasmissione interumana sono state descritte, ma sono tuttavia estremamente rare.
La forma severa della malattia in caso di infezione secondaria avviene in particolar modo per gli individui esposti a DENV-1 che contraggano l'infezione da DENV-2 o DENV-3, oppure in persone esposte prima a DENV-3 e poi a DENV-2.